# Огулнии
Огулниите (на латински: gens Ogulnia) са плебейска фамилия в Древен Рим. Те създават закона Lex Ogulnia.
Известни от gens Огулнии:
- Квинт Огулний, плебейски трибун 300 пр.н.е.[3]
- Квинт Огулний Гал, народен трибун 300 пр.н.е., консул 269 пр.н.е., Lex Ogulnia
- Гней Огулний Гал, народен трибун 300 пр.н.е., Lex Ogulnia
- Марк Огулний Гал, претор 181 пр.н.е.